# Marián Vitko
Marián Vitko (ur. 10 lutego 1994 w Svidníku) – słowacki siatkarz, grający na pozycji libero. Od stycznia 2019 roku występuje w węgierskiej drużynie Vegyész RC Kazincbarcika.

## Sukcesy klubowe
Mistrzostwa Słowacji Juniorów:
- 2012[2]

Mistrzostwo Słowacji:
- 2014

Mistrzostwo Węgier:
- 2019[3]